# Vjetroelektrana Walney
Vjetroelektrana Walney je trenutno najveća priobalna vjetroelektrana u svijetu, a nalazi se 14 kilometara zapadno od otoka Walney (Irsko more), koji spadaju u grofoviju Cumbria (Ujedinjeno Kraljevstvo). Vjetroelektrana ima instaliranu snagu od 367 MW, što je i čini najvećom priobalnom vjetroelektranom u svijetu. Vjetroelektrana je nastala na osnovu zajedničkog ulaganja danske tvrtke Dong Energy i škotske tvrtke Scottish and Southern Energy. Sama Vjetroelektrana Walney se nalazi u blizini priobalnih vjetroelektrana West Duddon i Ormonde. Dubina mora u kojoj su vjetroagregati je od 19 do 23 metara, a pokriva površinu od 73 km2.
Vjetroelektrana Walney je izgrađena u dva koraka (tokom 2010. i 2011.), a u svakom koraku je ugrađen 51 vjetroagregat, tako da ukupno ima 102 vjetroagregata. Pretpostavlja se da će vjetroelektrana proizvoditi 1 300 GWh električne energije, sa stupnjem iskorištenja 43%. Ukupna snaga vjetroelektrane Walney je 367,2 MW, a sastoji se od 102 Siemensova vjetroagregata pojedinačne snage 3,6 MW. Siemensovi 3,6 MW priobalni vjetroagregati imaju promjer lopatica 107 metara (Walney korak 1) odnosno 120 metara (Walney korak 2), a visina stupa je 83,5 metara (Walney 1), odnosno 90 metara (Walney 2). Svaki vjetroagregat ima 550 tona, a radi pri brzinama vjetra od 4 m/s do 25 m/s. Prvi vjetroagregat je pušten u pogon 13. siječnja 2011. Cijela vjetroelektrana je dovršena malo više od godinu dana nakon toga i to 9. veljače 2012., kada je i službeno postala najveća priobalna vjetroelektrana na svijetu.
Projekt je koštao oko 1,2 milijarde eura, a proizvodit će dovoljno električne energije za opskrbu 320 000 kućanstava u Velikoj Britaniji. Vjetroelektrana se nalazi na udaljenosti od 14,4 do 25,8 kilometara od obale. Vjetroagregati su s transformatorskom stanicom spojeni preko podmorskih kabela s elektroenergetskom mrežom. Od transformatorske stanice se električna energija prenosi podmorskim kablom do Thorntona na naponu od 132 kV.
Projekt je u većinskom vlasništvu Dong Energya koji ima udio od 50,1% (zakup je dobiven na 50 godina), a britanska elektroprivreda SSE (Scottish and Southern Energy) ima udio od 25,1%, dok nizozemski umirovljenički fond PGGM ima udio od 24,8%. Vjetroelektrana ima potpisan ugovor o otkupu električne energije na 15 godina. Što se tiče brzine gradnje prvi je korak izgrađen za 7 mjeseci, dok je drugi izgrađena za samo 5 mjeseci i 14 dana. U Velikoj Britaniji DONG Energy trenutačno u pogonu i u gradnji ima 1 000 MW priobalnih vjetroelektrana.